# Momento linear
Na mecânica newtoniana, momentum (plural: momenta), mais especificamente momentum linear ou momento linear é o produto da massa de um corpo pela sua velocidade. É uma grandeza vetorial, ou seja, tem módulo (tamanho), direção (posição relativa a um dado referencial: horizontal, vertical ou em determinado ângulo) e sentido (para a direita, para a esquerda, para cima, para baixo). 
Se m é a massa de um objeto, e v é a sua velocidade (também uma grandeza vetorial), então o momento do objeto p  é: 
{\displaystyle \mathbf {p} =m\mathbf {v} }
No Sistema Internacional de Unidades (SI), a unidade de medida de momento é o quilograma metro por segundo (kg⋅m/s), que é equivalente dimensionalmente ao newton-segundo.
O momento linear é a primeira das duas grandezas físicas necessárias à correta descrição do interrelacionamento  entre dois entes ou sistemas físicos. A segunda é a energia. Os entes ou sistemas em interação trocam energia e momento, mas o fazem de forma que ambas as grandezas sempre obedeçam à respectiva lei de conservação. A energia é uma grandeza escalar que tem por grandeza conjugada o tempo, ao passo que o momento é uma grandeza vetorial que tem por grandeza conjugada o vetor posição. Um ente físico é essencialmente caracterizado pela sua relação de dispersão, a relação entre energia e momento para o ente.

## Introdução
Na mecânica clássica, momento linear (também chamado de quantidade de movimento, momentum linear ou simplesmente momentum, a que a linguagem popular chama, por vezes, balanço ou "embalo") é o produto da massa pela velocidade de um objeto. No Sistema Internacional de Unidades (SI) é expresso em quilograma metro por segundo (kg⋅m/s). É dimensionalmente equivalente ao impulso, o produto da força pelo tempo, que é expresso no SI em newton segundo (N⋅s). A segunda lei do movimento de Newton afirma que a variação do momento linear de um corpo é igual ao impulso da força resultante que atua sobre ele.
Como a velocidade, o momento linear é uma grandeza vetorial e fica completamente definido ao se especificar sua magnitude, direção e sentido:
{\displaystyle {\vec {p}}=m{\vec {v}}\,\!}
O momento linear também pode ser definido como:
{\displaystyle {\vec {p}}=\int {m}d{\vec {v}}}
Onde {\displaystyle {\vec {p}}} é o vetor tridimensional que indica o momento linear do objeto nas três direções do espaço tridimensional, {\displaystyle {\vec {v}}\,\!} é o vetor de velocidade tridimensional que dá a taxa de movimento do objeto em cada direção e m é a massa do objeto.
O momento linear é uma das duas grandezas físicas fundamentais necessárias à correta descrição do inter-relacionamento entre dois entes ou sistemas físicos. A segunda grandeza é a energia. Os entes ou sistemas em interação trocam energia e momento, mas o fazem de forma que ambas as grandezas sempre obedeçam à respectiva lei de conservação, o que significa que se um sistema fechado não for afetado por forças externas, seu momento linear total não pode mudar. A relação entre energia e momento é expressa em todas as teorias dinâmicas, normalmente via uma relação de dispersão para cada ente, e grandezas importantes como força e massa têm seus conceitos diretamente relacionados com estas grandezas. O momento linear depende do quadro de referência. Os observadores em diferentes quadros encontrariam diferentes valores de impulso linear de um sistema. Mas cada um observaria que o valor do momento linear não varia com o tempo, desde que o sistema esteja isolado.
Na mecânica clássica, a conservação do impulso linear está implícita nas leis de Newton. Particularmente importante não só em mecânica clássica como em todas as teorias que estudam a dinâmica de matéria e energia. Também se mantém na relatividade com definições apropriadas, na lei de conservação de impulso linear (generalizada), está contida em eletrodinâmica, mecânica clássica e teoria quântica de campos. É uma expressão de uma das simetrias fundamentais do espaço e do tempo, a de simetria de tradução.

## Mecânica newtoniana
Momento linear tem tanto sentido, quanto direção. Uma vez que o impulso tem uma direção, ele pode ser usado para prever a direção resultante dos objetos depois que eles colidem, e suas velocidades.  Abaixo, as propriedades básicas do momento são descritas em uma dimensão. As equações vetoriais são quase idênticas às equações escalares.

### Partícula única
O momento linear de uma partícula é tradicionalmente representado pela letra {\displaystyle p}. As unidades do momento são o produto de duas grandezas, a massa (representada pela letra {\displaystyle m}) e a velocidade ({\displaystyle v}):
 {\displaystyle p=m.v}
Em unidades SI, se a massa estiver em quilogramas e a velocidade em metros por segundo, então o momento é em quilograma vezes metro/segundo (kg.m/s). Em unidades CGS, se a massa estiver em gramas e a velocidade em centímetros por segundo, então o momento está em grama vezes centímetro/segundo (g.cm/s). O momento linear tem sentido e direção que são iguais aos da velocidade.

### Muitas partículas
O impulso de um sistema de partículas é a soma de seus momentos. Se duas partículas tiverem massas {\displaystyle m1} e {\displaystyle m2} e velocidades {\displaystyle v1} e {\displaystyle v2}, o impulso total é:
{\displaystyle {\begin{aligned}p&=p_{1}+p_{2}\\&=m_{1}v_{1}+m_{2}v_{2}\,.\end{aligned}}}
Os momentos de mais de duas partículas podem ser adicionados de forma mais geral com o seguinte:
{\displaystyle p=\sum _{i}m_{i}v_{i}}
Um sistema de partículas tem um centro de massa, um ponto determinado pela soma ponderada de suas posições:
{\displaystyle r_{\text{cm}}={\frac {m_{1}r_{1}+m_{2}r_{2}+\cdots }{m_{1}+m_{2}+\cdots }}={\frac {\sum \limits _{i}m_{i}r_{i}}{\sum \limits _{i}m_{i}}}.}
Se todas as partículas estiverem se movendo, o centro de massa geralmente também estará em movimento (a menos que o sistema esteja em rotação pura em torno dele). Se o centro de massa estiver em movimento à velocidade vcm, o momento é:
{\displaystyle p=m.v_{\text{cm}}}
Isso é conhecido como a primeira lei de Euler.

### Relação entre momento linear e impulso
Uma grandeza física relacionada ao momento linear é o impulso. O impulso {\displaystyle I} agindo em um corpo é uma grandeza vetorial que representa o total de força aplicada a este corpo em um dado intervalo de tempo {\displaystyle \Delta t}, como expresso pela equação seguinte
{\displaystyle {\vec {I}}=\int _{t_{0}}^{t}{\vec {F}}dt}.
Pela definição de Força {\displaystyle {\vec {F}}} citada anteriormente:
{\displaystyle {\vec {I}}=\int _{t_{0}}^{t}{\frac {d{\vec {p}}}{dt}}dt}.
Assim, concluímos que:
{\displaystyle {\vec {I}}={\vec {p}}-{\vec {p}}_{0}=\Delta {\vec {p}}}.
A unidade de medida de impulso no sistema internacional de unidades é a mesma unidade de medida de momento linear, o kg.m/s, que pode ser representado também por newton segundo (N.s).

### Relação entre momento linear e força
Se for aplicada uma força F a uma partícula por um intervalo de tempo Δt, o momento da partícula muda por uma quantidade
{\displaystyle \Delta p=F.\Delta t\,}
Em forma diferencial, esta é a segunda lei de Newton: a taxa de mudança do momento de uma partícula é proporcional à força F que atua sobre ela,
{\displaystyle F={\frac {dp}{dt}}.}
Se a força for dependente do tempo, a mudança de impulso (ou impulso J) entre os tempos t1 e t2 é
{\displaystyle \Delta p=J=\int _{t_{1}}^{t_{2}}F(t)\,dt\,.}
O impulso é medido na unidade "newton segundo" (1 N.s = 1 kg.m/s).
Considerando a massa constante m, é equivalente escrever
{\displaystyle F=m{\frac {dv}{dt}}=ma,}
Então a força é igual à aceleração vezes a massa,
Exemplo: Um avião modelo de 1 kg acelera do repouso para uma velocidade de 6 m/s devido ao norte em 2 s. A força líquida necessária para produzir essa aceleração é de 3 newtons para o norte. A mudança no momento é de 6 kg m/s. A taxa de mudança de momento é de 3 (kg m/s) / s = 3N.

### Conservação

Dispositivo que ilustra a conservação do momento linear.

Em um sistema fechado (um que não troca nenhuma matéria com seus arredores e não é atuado por forças externas) o impulso total é constante. Esse fato, conhecido como lei de conservação do impulso, está implícito nas leis do movimento de Newton.  Suponhamos, por exemplo, que duas partículas interajam. Por causa da terceira lei, as forças entre elas são iguais e opostas. Se as partículas estiverem numeradas 1 e 2, a segunda lei afirma que F1 = ⁠dp1/dt⁠ and F2 = ⁠dp2/dt⁠. Sendo assim,
{\displaystyle {\frac {dp_{1}}{dt}}=-{\frac {dp_{2}}{dt}},}
Com o sinal negativo indicando que as forças se opõem. Equivalentemente,
{\displaystyle {\frac {d}{dt}}\left(p_{1}+p_{2}\right)=0.}
Se as velocidades das partículas são u1 e u2 antes da interação, e depois são v1 e v2, então
{\displaystyle m_{1}u_{1}+m_{2}u_{2}=m_{1}v_{1}+m_{2}v_{2}.}
Esta lei é válida independentemente da complexidade da força entre as partículas. Da mesma forma, se houver várias partículas, o momento trocado entre cada par de partículas se acrescenta a zero, de modo que a mudança total no momento é zero. Esta lei de conservação aplica-se a todas as interações, incluindo colisões e separações causadas por forças explosivas. Também pode ser generalizado para situações em que as leis de Newton não são válidas, por exemplo na teoria da relatividade e na eletrodinâmica.

### Dependência do quadro de referência

Maçã de Newton no elevador de Einstein. O quadro de referência da pessoa A, a maçã tem velocidade e impulso não-zero. Nos quadros de referência do elevador e da pessoa B, ele tem zero velocidade e impulso.

Momentum é uma quantidade mensurável, e a medida depende do movimento do observador. Por exemplo: se uma maçã está sentada em um elevador de vidro que está descendo, um observador externo, olhando para o elevador, vê a maçã em movimento, então, para aquele observador, a maçã tem um impulso diferente de zero. Para alguém dentro do elevador, a maçã não se move, então, tem zero impulso. Os dois observadores têm um quadro de referência, no qual, observam movimentos e, se o elevador descer de forma constante, eles verão um comportamento consistente com essas mesmas leis físicas.
Suponha que uma partícula tenha posição x em uma moldura de referência estacionária. Do ponto de vista de outro quadro de referência, movendo-se a uma velocidade uniforme u, a posição (representada por uma coordenada pré-preparada) muda com o tempo como:
{\displaystyle x'=x-ut\,.}
Isso é chamado de transformação galileana. Se a partícula estiver em movimento à velocidade {\displaystyle dx/dt=v} no primeiro quadro de referência, no segundo, ele está se movendo em velocidade:
{\displaystyle v'={\frac {dx'}{dt}}=v-u\,.}
Como {\displaystyle u} não muda, as acelerações são as mesmas:
{\displaystyle a'={\frac {dv'}{dt}}=a\,.}
Assim, o momento é conservado em ambos os quadros de referência. Além disso, desde que a força tenha a mesma forma, em ambos os quadros, a segunda lei de Newton é inalterada. Forças como a gravidade newtoniana, que dependem apenas da distância escalar entre os objetos, satisfazem este critério. Esta independência do quadro de referência é chamada relatividade newtoniana ou invariância de Galileu. 
Uma mudança de quadro de referência, pode, muitas vezes, simplificar cálculos de movimento. Por exemplo, em uma colisão de duas partículas, uma moldura de referência pode ser escolhida, onde, uma partícula começa em repouso. Outro, quadro de referência de uso comum, é cálculo do centro de massa - um que se move com o centro de massa. Neste quadro, o momento total é zero.

### Aplicação para colisões
Por si só, a lei da conservação do momento não é suficiente para determinar o movimento das partículas após uma colisão. Outra propriedade do movimento, energia cinética, deve ser conhecida. Sendo esta, não necessariamente conservada. Se for conservado, a colisão é chamada de colisão elástica; Se não, é uma colisão inelástica.

#### Colisões elásticas

Colisão elástica de iguais massas

Uma colisão elástica é aquela na qual nenhuma energia cinética é perdida. Podem ocorrer "colisões" perfeitamente elásticas quando os objetos não se tocam, como por exemplo na dispersão atômica ou nuclear onde a repulsão elétrica os separa. Uma manobra de estilingue de um satélite em torno de um planeta também pode ser vista como uma colisão perfeitamente elástica a distância. Uma colisão entre duas bolas de bilhar é um bom exemplo de uma colisão quase totalmente elástica, devido à sua alta rigidez; mas quando os corpos entram em contato, há sempre alguma dissipação.
Uma colisão elástica frontal entre dois corpos pode ser representada por velocidades em uma dimensão, ao longo de uma linha que passa pelos corpos. Se as velocidades são u1 e u2 antes da colisão e v1 e v2 depois, as equações que expressam a conservação do momento e da energia cinética são:
{\displaystyle {\begin{aligned}m_{1}u_{1}+m_{2}u_{2}&=m_{1}v_{1}+m_{2}v_{2}\\{\tfrac {1}{2}}m_{1}u_{1}^{2}+{\tfrac {1}{2}}m_{2}u_{2}^{2}&={\tfrac {1}{2}}m_{1}v_{1}^{2}+{\tfrac {1}{2}}m_{2}v_{2}^{2}\,.\end{aligned}}}
Uma mudança de quadro de referência geralmente simplifica a análise de uma colisão. Por exemplo, suponha que haja dois corpos de massa igual m, um estacionário e um que se aproxima do outro a uma velocidade v (como na figura). O centro de massa está se movendo em velocidade ⁠v/2⁠ e ambos os corpos estão se movendo em direção a velocidade ⁠v/2⁠. Devido à simetria, após a colisão, ambos devem estar se afastando do centro da massa na mesma velocidade. Adicionando a velocidade do centro de massa para ambos, descobrimos que o corpo que estava em movimento agora está parado e o outro está se afastando na velocidade v. Os corpos trocaram suas velocidades. Independentemente das velocidades dos corpos, uma mudança para o centro da moldura de massa nos leva à mesma conclusão. Portanto, as velocidades finais são dadas por:
{\displaystyle {\begin{aligned}v_{1}&=u_{2}\\v_{2}&=u_{1}\,.\end{aligned}}}
Em geral, quando as velocidades iniciais são conhecidas, as velocidades finais são dadas por:
{\displaystyle v_{1}=\left({\frac {m_{1}-m_{2}}{m_{1}+m_{2}}}\right)u_{1}+\left({\frac {2m_{2}}{m_{1}+m_{2}}}\right)u_{2}\,}
{\displaystyle v_{2}=\left({\frac {m_{2}-m_{1}}{m_{1}+m_{2}}}\right)u_{2}+\left({\frac {2m_{1}}{m_{1}+m_{2}}}\right)u_{1}\,.}
Se um corpo tem uma massa muito maior do que o outro, sua velocidade será pouco afetada por uma colisão enquanto o outro corpo experimentará uma grande mudança.

#### Colisões inelásticas

Uma colisão perfeitamente inelástica entre massas iguais

Em uma colisão inelástica, parte da energia cinética dos corpos colidindo é convertida em outras formas de energia (como calor ou som). Os exemplos incluem colisões de trânsito, em que o efeito da energia cinética perdida pode ser visto nos danos aos veículos; Elétrons que perdem parte de sua energia em átomos (como no experimento de Franck-Hertz); e aceleradores de partículas em que a energia cinética é convertida em massa na forma de novas partículas.
Em uma colisão perfeitamente inelástica (como um inseto atingindo um para-brisa), ambos os corpos têm o mesmo movimento depois. Se um corpo está imóvel para começar, a equação para a conservação do momento é
{\displaystyle m_{1}u_{1}=\left(m_{1}+m_{2}\right)v\,,}
Então,
{\displaystyle v={\frac {m_{1}}{m_{1}+m_{2}}}u_{1}\,.}
Em um quadro de referência movendo-se à velocidade v, os objetos são interrompidos pela colisão e 100% da energia cinética é convertida.
Uma medida da inelasticidade da colisão é o coeficiente de restituição CR, definido como a relação entre a velocidade relativa da separação e a velocidade relativa da abordagem. Ao aplicar esta medida a uma bola saltando de uma superfície sólida, isso pode ser facilmente medido usando a seguinte fórmula:
{\displaystyle C_{\text{R}}={\sqrt {\frac {\text{bounce height}}{\text{drop height}}}}\,.}
As equações de impulso e energia também se aplicam aos movimentos de objetos que começam juntos e se separam. Por exemplo, uma explosão é o resultado de uma reação em cadeia que transforma a energia potencial armazenada em formas químicas, mecânicas ou nucleares em energia cinética, energia acústica e radiação eletromagnética. Os foguetes também utilizam a conservação do impulso: o propulsor é empurrado para fora, ganhando ímpeto, e um impulso igual e oposto é transmitido ao foguete.

### Múltiplas dimensões

Colisão elástica bidimensional. Não há movimento perpendicular à imagem, portanto apenas dois componentes são necessários para representar as velocidades e os momentos. Os dois vetores azuis representam velocidades após a colisão e adicionam vectorialmente para obter a velocidade inicial (vermelha).

O movimento real tem direção e velocidade e deve ser representado por um vetor. Em um sistema de coordenadas com eixos x, y, z, a velocidade possui componentes vx na direção x, vy na direção y, vz na direção z. O vetor é representado por um símbolo em negrito:
{\displaystyle \mathbf {v} =\left(v_{x},v_{y},v_{z}\right).}
Da mesma forma, o momento é uma quantidade vetorial e é representado por um símbolo em negrito:
{\displaystyle \mathbf {p} =\left(p_{x},p_{y},p_{z}\right).}
As equações nas seções anteriores, funcionam em forma de vetor se os escalares p e v forem substituídos pelos vetores p e v. Cada equação vetorial representa três equações escalares. Por exemplo,
{\displaystyle \mathbf {p} =m\mathbf {v} }
Representa três equações:
{\displaystyle {\begin{aligned}p_{x}&=mv_{x}\\p_{y}&=mv_{y}\\p_{z}&=mv_{z}.\end{aligned}}}
As equações de energia cinética são exceções à regra de substituição acima. As equações são ainda unidimensionais, mas cada escalar representa a magnitude do vetor, por exemplo,
{\displaystyle v^{2}=v_{x}^{2}+v_{y}^{2}+v_{z}^{2}\,.}
Cada equação vetorial representa três equações escalares. Muitas vezes, as coordenadas podem ser escolhidas para que apenas dois componentes sejam necessários, como na figura. Cada componente pode ser obtido separadamente e os resultados combinados para produzir um resultado vetorial.
Uma construção simples que envolve o centro da moldura de massa pode ser usada para mostrar que, se uma esfera elástica estacionária for atingida por uma esfera móvel, as duas irão se afastar em ângulo reto após a colisão (como na figura).

### Objetos de massa variável
O conceito de impulso desempenha um papel fundamental na explicação do comportamento de objetos de massa variável, como um foguete que expulsa combustível ou uma estrela que acumula gás. Ao analisar esse objeto, trata-se da massa do objeto como uma função que varia com o tempo: m(t). O momento do objeto no tempo t é, portanto, (p(t) = m(t)v(t). Pode-se então tentar invocar a segunda lei do movimento de Newton dizendo que a força externa F no objeto está relacionada ao seu momento p(t) por F = F = ⁠dp/dt⁠.  Mas isso é incorreto, assim como a expressão relacionada encontrada aplicando a regra do produto para ⁠d(mv)/dt⁠: {\displaystyle F=m(t){\frac {dv}{dt}}+v(t){\frac {dm}{dt}}.\qquad \mathrm {} } (incorreto)
Esta equação não descreve corretamente o movimento de objetos de massa variável. A equação correta é
{\displaystyle F=m(t){\frac {dv}{dt}}-u{\frac {dm}{dt}},}
Onde u é a velocidade da massa ejetada/acumulada como visto no quadro de descanso do objeto. Isso é distinto de v, que é a velocidade do próprio objeto como visto em uma moldura inercial.
Esta equação é derivada ao acompanhar o impulso do objeto, bem como o momento da massa ejetada / acometida (dm). Quando considerados em conjunto, o objeto e a massa (dm) constituem um sistema fechado em que o impulso total é conservado.
{\displaystyle P(t+dt)=(m-dm)(v+dv)+dm(v-u)=mv+mdv-udm=P(t)+mdv-udm\qquad \mathrm {} }